# Decalina
La decalina (decaidronaftalene, conosciuta anche come biciclo[4.4.0]decano) è un composto organico. A temperatura ambiente si presenta come un liquido incolore dall'odore aromatico. È l'analogo idrogenato del naftalene, dal quale si ottiene per idrogenazione catalitica. Viene usata come solvente industriale per resine e carburanti.

## Isomeri
La decalina può essere trovata in forma cis o in forma trans. La forma trans è energeticamente più stabile a causa delle minori interazioni di carattere sterico. La reazione di isomerizzazione cis-trans può essere considerata irreversibile a causa della grande differenza in ordine di grandezza delle due costanti cinetiche dell'equilibrio. 
La cis-decalina è una molecola chirale pur non possedendo atomi di carbonio asimmetrici, ma possiede un asse di simmetria passante per il punto di mezzo del legame covalente 9-10 e ortogonale a esso. Ad ogni modo tale chiralità è rimossa dalla presenza di un processo di inversione della sedia che forma l'immagine speculare della molecola stessa.

1: isomeri cis (destra) e trans della decalina
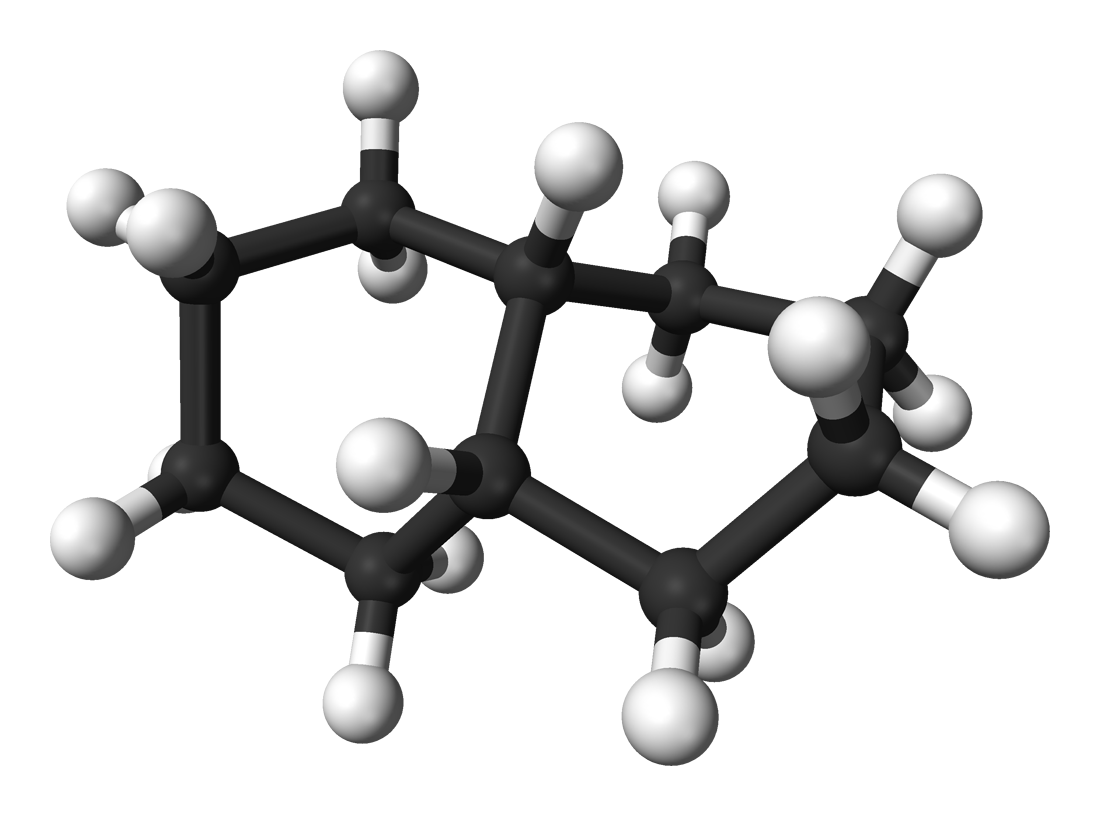
2: Modello ad asta e sfera della cis-decalina
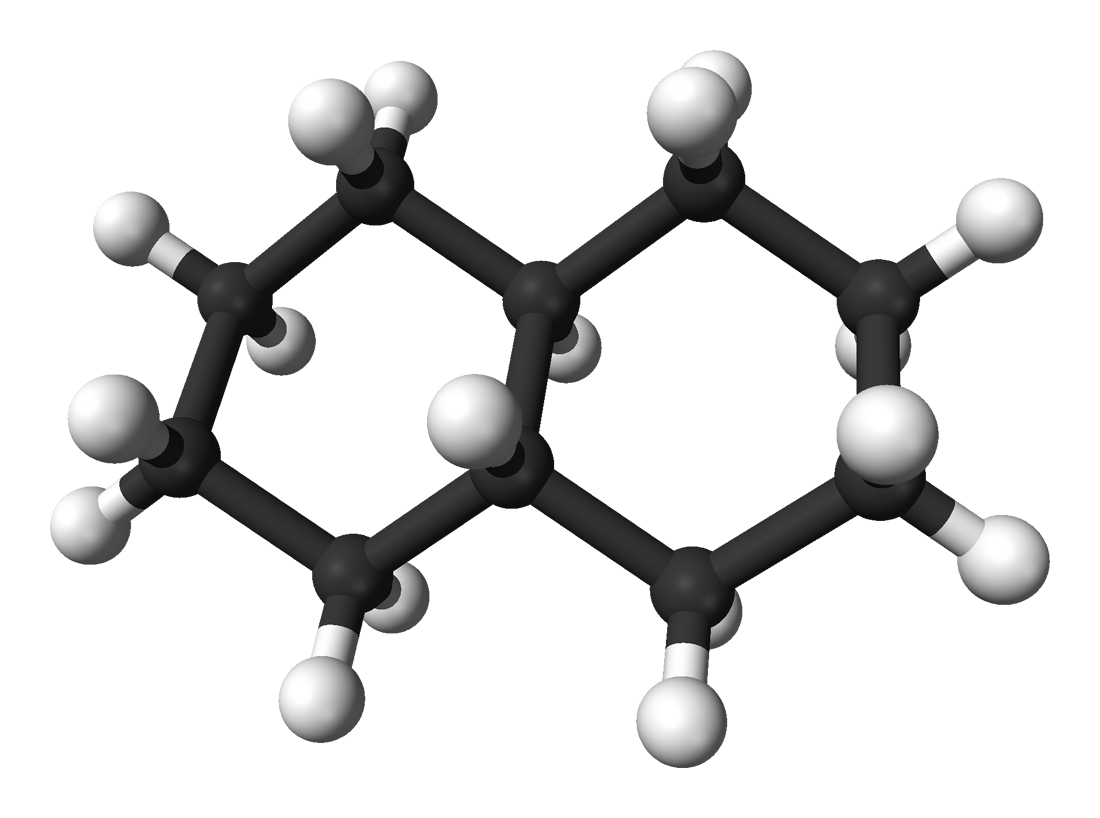
3: trans-decalina